# Roland Keller
Roland Kurt René Keller (* 9. Oktober 1938 in Zürich; † 3. April 2020 in Aarau) war ein Schweizer Arzt und Hochschullehrer. Er befasste sich als Internist und Pneumologe klinisch-wissenschaftlich besonders mit Lungenkrankheiten und gilt als Pionier der modernen Lungenheilkunde.

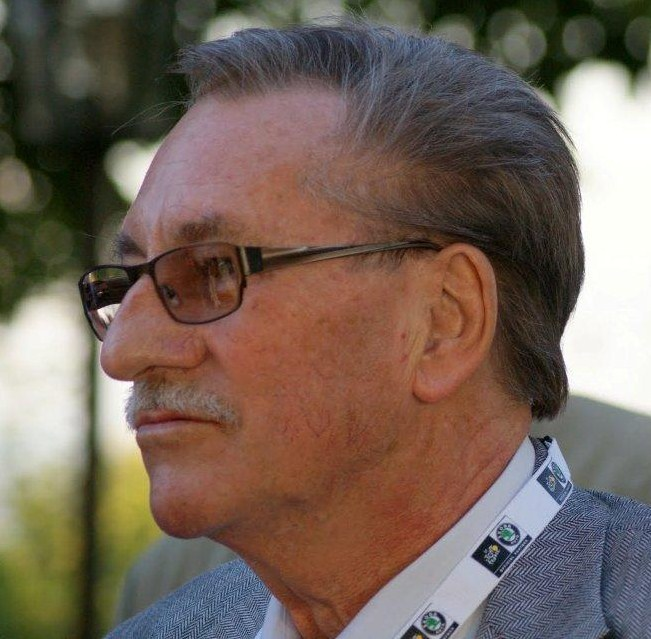
Roland Keller (2009)

## Biographie
Roland Keller (Heimatort Schleitheim) wuchs als Sohn des Rechtsanwalts Kurt Keller aus Zürich und der Bertha Marie Grandjean aus Interlaken in Wallisellen auf. Im Alter von 13 Jahren erlitt er eine tuberkulöse Rippenfellentzündung (spezifische Pleuritis), die 1953 eine Lungenoperation erforderlich machte und erstmals erfolgreich bei einem Jugendlichen von Alfred Brunner am Universitätsspital Zürich durchgeführt wurde. Keller litt bis an sein Lebensende an den Spätfolgen mit entsprechenden Funktionseinschränkungen. Er schloss 1957 in Zürich das Kantonale Realgymnasium mit der Maturität (Typus B) ab. Nach einem Praktikum als Werkstudent bei der Sulzer AG in Winterthur folgte ein solches in Physik am Lichtklimatechnischem Observatorium Arosa mit Ozonmessungen. Ab 1958 studierte er Humanmedizin an der Universität Zürich, mit Abschluss des eidgenössischen Staatsexamens 1965. Es folgten Weiterbildungen von 1965 bis 1966 zum Spezialarzt für innere Medizin und Lungenkrankheiten an der kantonal-züricherischen Höhenklinik Altein/Arosa. Keller wurde 1967 an der Medizinischen Fakultät der Universität Zürich mit einer Dissertation über die Indikation zur Nephrektomie bei der Nierentuberkulose promoviert. 1968 folgten das American Board Exam für Graduierte der Medizinwissenschaft (Educational Commission for Foreign Medical Graduates ECFMG) sowie Assistenzjahre an der medizinischen Universitätsklinik des Kantonsspitals Basel.
Von 1970 bis 1971 war Keller in Berlin im Departement für Innere Medizin und Medizinische Intensivpflege im Klinikum Steglitz der Freien Universität und in der Lungenklinik Heckeshorn tätig. Hier erlernte er die neue Technik der Thorakoskopie. Im Anschluss war er von 1971 bis 1975 Oberarzt und stellvertretender Abteilungsleiter in der Abteilung für Atmungskrankheiten der Medizinischen Universitätsklinik des Kantonsspitals Basel. 1974 erhielt er die Anerkennung als Facharzt FMH für Innere Medizin und 1976 FMH speziell für Lungenkrankheiten. 1976 habilitierte sich Keller an der Medizinischen Fakultät der Universität Basel mit der Schrift Die mechanischen Eigenschaften der Atemwege. Im gleichen Jahr wurde er als Leitender Arzt und Privatdozent in den Kanton Aargau berufen und baute am Kantonsspital Aarau die Spezialabteilung für diagnostische und therapeutische Akut-Pneumologie auf. Diese war Teil der Abteilung Innere Medizin. Gleichzeitig arbeitete Keller in leitender Funktion für Pneumologie an der Klinik Barmelweid des Aargauer Heilstättenvereins.
Von dem Regierungsrat des Kantons Basel-Stadt erhielt er 1986 die Venia Legendi als ausserordentlicher Professor der Medizinischen Fakultät der Universität Basel. Die ersten schlafmedizinischen Nachtableitungen wurden von Roland Keller 1986 eingeleitet. Ärztlich geleitet wurde diese durch Harriet Keller-Wossidlo und zur Akkreditierung 1999 durch die «Schweizerische Gesellschaft für Schlafforschung, Schlafmedizin und Chronobiologie» (SGSSC) zum Kompetenzzentrum für Schlafmedizin und Heimventilation geführt. 1987 wurde ihm der Fähigkeitsausweis für Intensivmedizin der Schweizerischen Gesellschaft für Intensivmedizin zugesprochen.
Die Barmelweid wählte Keller 1987 zum Präsidenten der Klinikleitung, Vorsteher des medizinischen Departements und Chefarzt der Pneumologischen Abteilung, eine Funktion, die Keller bis zu seinem Rücktritt im Jahr 2000 innehatte. Die Barmelweid wurde unter seiner Leitung ein überregionales Kompetenzzentrum für pulmonale Rehabilitation, in dem frühzeitig die Methoden der Atemphysiotherapie, die Inhalations- und Sauerstofftherapie sowie die langfristige Heimtherapie mit Flüssigsauerstoff und transtrachealem Katheter eingesetzt und weiterentwickelt wurden.
Mit der Revision des Krankenversicherungsgesetzes von 1995 erhielten die Spitallisten hohe Bedeutung. 1994 bestätigte der aargauische Grosse Rat die «Spitalkonzeption 2005» mit den Leistungsaufträgen der 130-Betten-Klinik Barmelweid. Keller setzte sich dafür ein, dass der Leistungsauftrag der Klinik Barmelweid mit ihren drei Spezialabteilungen Pneumologie (einschliesslich Schlafmedizin und Tuberkulose), medizinische und kardiale Rehabilitation und Psychosomatik nicht beschnitten wurde und Eingang in die 1998 in Kraft getretene Aargauer Spitalliste fand. Die bauliche Erneuerung der Klinik 1996 bis 1999 war in vielen Teilen seinen jahrelangen Bemühungen zu verdanken.
Den Abschluss seiner Laufbahn fand Keller als pneumologischer Konsiliararzt an der Hirslanden Klinik Aarau von 2001 bis 2006 und Verwaltungsrat der Spezialklinik Barmelweid (bis 2008). Von 2008 bis 2012 amtierte er als Präsident der Prüfungskommission der Lungenliga Schweiz für den neu geschaffenen eidgenössischen Fachtitel «Beratung von Atembehinderten und Tuberkulose». Von 1987 bis zu seinem Tod war er mit Harriet Keller-Wossidlo verheiratet. Roland Keller verstarb nach langen schweren Erkrankungen, die auch eine Sauerstoff-Langzeittherapie (LTOT) notwendig machten, und unter fast vollständiger Erblindung im Frühjahr 2020 in seinem Heim in Aarau.

## Schwerpunkte
Kellers relevante Innovationen für Lungenkranke waren auf diagnostische, therapeutische und notfallmässige Verfahren zur Erleichterung der Atmung fokussiert. Dazu gehörte die erstmalige Einrichtung einer respiratorischen Intensivstation. Die Methode der Thorakoskopie führte Roland Keller in der Schweiz ein und publizierte 1974 erstmals darüber. 1981 erarbeitete er therapeutische Massnahmen zum Lungenversagen ARDS (Adult Respiratory Distress Syndrome) unter besonderer Berücksichtigung der Pathophysiologie. Erwähnenswert ist auch die internationale Ersteinführung der Micropunktionstechnik zur schonenden Entnahme von Blutgasen bei Erkrankten, die sich heute international etabliert hat. Keller etablierte die konsequente ambulante/stationäre Durchführung von Lungenfunktionsuntersuchungen zur Objektivierung des Schweregrads von Atembehinderungen.
Ein wesentlicher Schwerpunkt von Kellers patientenorientierter Arbeit war der Aufbau und die Organisation der apparativen und ambulanten Inhalations- und Sauerstoff-Langzeittherapie (LTOT). Hier ist besonders erwähnenswert die von ihm entwickelte «Inhalationslösung B», die bis heute als Therapeutikum eingesetzt wird (die Inhalationslösung B "Barmelweid" wird für die apparative Inhalation mit den Wirkstoffen Salbutamolsulfat, Ipratropiumbromid und Dexpanthenol angewendet, sie erweitert die Bronchien zur Erleichterung der Atmung bei Behandlung obstruktiver Atemwegserkrankungen). Auch diese Therapie legte den Grundstein zum Erhalt der Mobilität schwer und chronisch Lungengeschädigter. Gleichzeitig baute er die Ausbildung zur Heimbetreuung der Lungenerkrankten in den Lungenligen auf. Die Einführung und der Aufbau einer wirksamen Pulmonalen Rehabilitation und einer effektiven ambulanten Heimbetreuung für Erkrankte mit Atembehinderungen war dem Kliniker Keller besonders ein menschliches Anliegen zur Erleichterung des meist chronischen Krankheitsverlaufes. So wurde von ihm ebenfalls zur Prophylaxe rezidivierender Infektionen der Atemwege erstmalig für die Schweiz 1984 die Wirksamkeit der unspezifischen Immunstimulation mit einem Bakterienlysat (Broncho-Vaxom) wissenschaftlich dokumentiert. Bereits 1997 wurde unter seiner Leitung die Schulung zur Raucherentwöhnung als Bestandteil der Pulmonalen Rehabilitation in der Klinik Barmelweid initiiert. Im Forschungsbereich engagierte sich Keller für Untersuchungen zur Lungenfunktion und arbeitete bei nationalen epidemiologischen Fragestellungen inhalativer Umwelteinflüsse mit (SAPALDIA Study on Air Pollution ans Lung Diseases in Adults). Er konnte den wissenschaftlichen Beweis der Wirkung von Ozon auf die Lungenfunktion Gesunder bereits 1990 dokumentieren. Als Referent nahm er regelmässig an nationalen und internationalen Kongressen der pneumologischen Fachgesellschaften teil. Sehr am Herzen lagen ihm die Lehre sowie die Fort- und Weiterbildung in der Pneumologie: Blockunterricht für Studenten der Universität Basel, Studenten im Wahlstudienjahr für Lungen- und Bronchialheilkunde (Pneumologie), Weiterbildung Level A für Fachärzte Pneumologie, Auszubildende im Medizinalwesen wie der Lungen-Ligen und Klinik-Mitarbeitenden, Krankenpflegeschulen, Ärztefortbildungen (z. B. der Barmelweid-Kolloquien).

## Mitgliedschaften/Funktionen
- Gründungsmitglied der European Society of Pneumology 1981, spätere ERS
- Schweizerische Gesellschaft für Innere Medizin SGIM
- Schweizerische Gesellschaft für Pneumologie (Präsident 1983–1984) SGP
- Schweizerische Gesellschaft für Intensivmedizin SGI
- Schweizerische Gesellschaft für Laparo- und Thorakoskopische Chirurgie SALTC
- Deutsche Gesellschaft für internistische Intensivmedizin DGIIN
- Mitglied der Süddeutschen Gesellschaft für Pneumologie SDGP
- European Respiratory Society ERS
- American Thoracic Society ATS
- International Respiratory Care Club (Treasurer) IRCC
- Arbeitsgruppe mechanische Heimventilation der SGP
- Arbeitsgruppe Sauerstoffheimtherapie (Präsident) der SGP
- Genossenschaft Flüssigsauerstoff LOX
- Aargauischer Ärzteverband (Anerkennungsurkunde)
- Lungenliga Schweiz (Präsident der Prüfungskommission)
- Lungenliga Aargau (Vorstand)

## Publikationen
Es liegen von Roland Keller 256 Publikationen vor, vorwiegend als Erstautor, als Beiträge in Form von Buchartikeln und als Mitherausgeber. Keller betreute 14 Inaugural-Dissertationen. Im Weiteren war er verantwortlich für Schriftleitung von Leitlinien und Mitherausgeber/Peer-Reviewer von nationalen und internationalen Fachzeitschriften (siehe unten). Darüber hinaus war er als wissenschaftlicher Beirat/Peer-Reviewer für folgende Fachjournals tätig: Respiration, Monaldi Archives of Chest Disease, Atemwegs- und Lungenkrankheiten sowie Swiss medical weekly (vgl. Weblinks).
- Roland Keller: Indikation zur Nephrektomie bei der Nierentuberkulose. Inaugural-Dissertation vorgelegt von Roland Keller von Schleitheim zur Erlangung der Doktorwürde der Medizinischen Fakultät der Universität Zürich genehmigt von Prof. Dr. G. Mayor. Juris Druck + Verlag, Zürich 1967
- R. Keller: Die Lungenklinik Heckeshorn – ein Wallfahrtsort für Schweizer Pneumologen. In: Von der Phthisiologie zur Pneumologie und Thoraxchirurgie. Thieme Verlag, 2007, ISBN 978-3-13-134651-3
- R. Keller, J. Gutersohn, H. Herzog: Die Behandlung des persistierenden Pneumothorax durch thorakoskopische Maßnahmen. Thoraxchirurgie 22 (1974), S. 457–460
- R. Keller: Pneumologie. In: Fritz Koller (Hrsg.): Internistische Notfallsituationen. Georg Thieme Verlag, 1974, ISBN 3-13-510605-5, Kakpitel 4, S. 104–157
- G. Wolff, R. Keller, P. M. Suter (Hrsg.): ARDS Akutes Atemnotsyndrom des Erwachsenen. Springer-Verlag, Berlin 1980, ISBN 3-540-09836-4, ISBN 0-387-09836-4
- R. Keller, G. Wolff: Die Respiratorische Intensivstation. Schweiz. med. Wschr. 109 (1979), S. 1507–1509
- R. Keller: Das akute Lungenversagen – akutes Atemnotsyndrom des Erwachsenen – Adult Respiratory Distress syndrome (ARDS). Prax.Pneumol.35 (1981), S. 161–169
- R. Keller et al.: Die arterielle «Micro-Blutgasanalyse». Schweiz. med. Wschr. 111 (1981), S. 42–45
- R. Keller: Multicenter double-blind study of the action of Broncho-Vaxom in chronic bronchitis. Schweiz Med Wochenschr. 114 (1984), Nr. 25, S. 934–937
- R. Keller: Predictors for Early Mortality in Patients with Long-Term Oxygen Home Therapy. Respiration 48 (1985), S. 216–221
- R. Keller: Long-term oxygen therapy: advances and perspectives in technical devices. Monaldi Arch Chest Dis, 1999, S. 75–78
- R. Keller: Atemwegserkrankungen in der Rehabilitation. In: W. Petro (Hrsg.): Pneumologische Prävention und Rehabilitation. Springer-Verlag, 1994, ISBN 3-540-57249-X, S. 95–108
- R. Keller, H. Wossidlo: Die Lungenfunktionsprüfung in der ärztlichen Praxis. In: Therapeutische Umschau, Band 45, 1988, Heft 8
- U. Ackermann-Liebrich et al., SAPALDIA Team: Lung function and long term exposure to air pollutants in Switzerland. Study on Air Pollution and Lung Diseases in Adults (SAPALDIA). Am J Respir Crit Care Med 155 (1997), S. 122–129
- R. Keller, Studiengruppe Abteilung Umweltschutz des Kantons Aargau: Akute Auswirkungen der natürlichen atmosphärischen Ozonbelastung auf die Lungenfunktion von klinisch gesunden Rauchern und Nichtrauchern. Schweiz. med. Wschr. 120 (1990), S. 1724–1730